# Олимп (футбольный клуб, Фрязино)
«Олимп» — советский и российский футбольный клуб из Фрязино. Основан в 1958 год.

## Названия
- 1958 — «Энергия».
- 1961—1966 — «Труд».
- 1967 — н.в. — «Олимп».

## Достижения
- 4-е место в полуфинале РСФСР класса «Б» (1968).